# Extremo Norte (Camarões)
Extremo Norte (em francês:  Extrême-Nord; em inglês:  Far North) é uma região dos Camarões, cuja capital é a cidade de Maroua. Sua população em 2005 era 3 111 792 habitantes.	

## Departamentos
Lista dos departamentos da província com suas respectivas capitais entre parênteses:
- Diamaré (Maroua)
- Mayo-Kani (Kaéle)
- Logone-et-Chari (Kousseri)
- Mayo-Danay (Yagoua)
- Mayo-Sava (Mora)
- Mayo-Tsanaga (Mokolo)

## Demografia
| 1976      | 1987      | 2005      |
| 1 394 765 | 1 855 695 | 3 111 792 |